# Doğan Babacan
Pour les articles homonymes, voir Babacan.
Doğan Babacan (né le 5 avril 1930 à Istanbul et mort le 18 mai 2018) est un footballeur et arbitre turc de football.

## Carrière

### Carrière de footballeur
Doğan Babacan fut joueur avant d'être arbitre. Il commença à Beşiktaş JK, ensuite Beyoğluspor puis à Karşiyaka SK Izmir, ensuite à Kasimpaşaspor et pour finir à Hacettepe.

### Carrière d'arbitre
Doğan Babacan commença à être arbitre de football dès 1955. Il faut attendre 1968, pour le voir arbitre international. Il officia aux Jeux olympiques de 1972, arbitrant deux matchs. Il fit ensuite la Coupe du monde de football de 1974, en RFA, arbitrant le match d'ouverture RFA-Chili. Il est connu pour avoir été le premier à mettre un carton rouge en phase finale (à Carlos Caszely à la 67e minute). Il arbitra la Supercoupe de l'UEFA en 1975 entre le Bayern Munich et le Dynamo Kiev. Il arrêta sa carrière en 1978.